# Johan från Köln

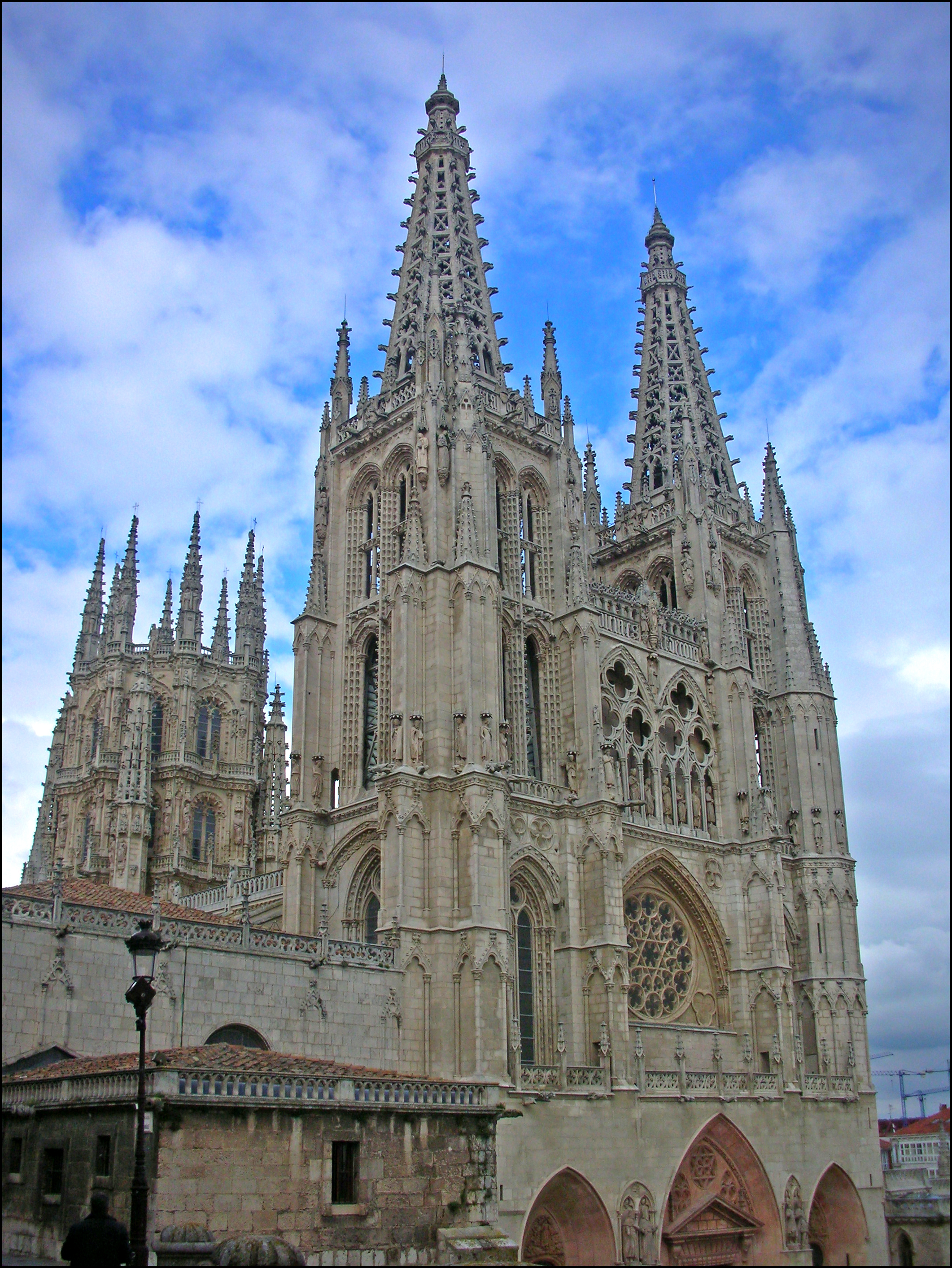
Katedralen i Burgos.

Johan från Köln  (spanska: Juan de Colonia, tyska: Johannes von Köln), född troligen omkring 1410 i Köln, död 3 augusti 1481, var en tysk arkitekt.
Johan från Köln fullbordade på 1400-talet den 1221 påbörjade katedralen i Burgos i Spanien. Biskop don Pablo från Cartagena förde honom med sig från Tyskland, när han återvände från konsiliet i Basel, och Johan av Köln utförde 1442–1456 i en något tung fransk stil västra huvudfasaden med mäktiga, genombrutna pyramidtorn.
Enligt konsthistorikern Wilhelm Lübke byggde han 1487 även det präktiga åttkantiga kapell, som bildar avslutningen av kyrkans kor och kallas Capilla del Condestable, emedan konnetabeln av Kastilien, don Pedro Hernandez de Velasco, var verkets upphovsman.